# Dorian Babunski
Dorian Babunski Stojković (Skopie, 29 de agosto de 1996) es un futbolista macedonio que ocupa la demarcación de delantero y juega en el Nyíregyháza Spartacus F. C. de la Nemzeti Bajnokság I.

## Trayectoria deportiva

### Nacimiento e infancia
Tras jugar en su niñez en equipos de fútbol base macedonio, en su llegada a España, Dorian jugó en las categorías inferiores del Unión Deportiva Atlético Gramenet de 2005 a 2006, y Unió Esportiva Cornellà de 2006 hasta que el Real Madrid Club de Fútbol viera en él un delantero goleador de garantías allá por el 2011.

### Real Madrid (fútbol base)
El 1 de julio de 2011, Babunski llegó al Real Madrid Club de Fútbol para jugar en el Cadete A durante la temporada 2011-12. Su progresión ha sido tan buena que cada campaña ha ido subiendo un escalafón disputando así la 2012-13 en el Juvenil C, la 2013-14 en el Juvenil B, y en la 2014-15 en el Juvenil A en la entidad blanca.
Debutó oficialmente con el Juvenil A, el 21 de septiembre de 2014, en Getafe dando relevo a Borja Mayoral en el 80' de partido, encuentro que acabó en derrota para el club de Dorian. Desde entonces no paró de coger protagonismo durante la temporada 2014-15 y acabó la campaña con ocho tantos, entre ellos cabe resaltar las actuaciones frente al CP Flecha Negra y CD Laguna, ya que anotó dos goles en cada encuentro, los otros cuatro llegaron frente a Agrupación Deportiva Alcorcón, Unión Polideportiva Plasencia, Real Sociedad Deportiva Alcalá y Club Atlético de Madrid, habiendo disputado un total de 832 minutos entre División de Honor Juvenil de España, Copa del Rey Juvenil y Copa de Campeones.

### Profesional
En enero de 2022 firmó por el Debreceni V. S. C. húngaro, equipo en el que estaba jugando desde hacía unos meses su hermano. Allí jugó durante año y medio y en agosto de 2023 fichó por el Grasshoppers. Dejó el club en enero de 2025, tras jugar solo dos partidos de liga en lo que llevaban de temporada, para unirse al ACS Sepsi OSK Sfântu Gheorghe rumano. En este equipo la completó y en julio volvió a Hungría después de firmar por dos años con el Nyíregyháza Spartacus F. C.

## Selección nacional
Fue internacional ocho veces con la selección de fútbol de Macedonia del Norte sub-17, habiendo anotado un solo tanto, y nueve con la sub-19 con un total de tres goles llevando el número 9, número que después llevó en la sub-21.
El 2 de junio de 2022 realizó su debut con la selección absoluta en un partido de la Liga de Naciones de la UEFA 2022-23 ante Bulgaria que finalizó en empate a uno.

## Clubes
| Club                          | País      | Año       |
| ----------------------------- | --------- | --------- |
| C. F. Fuenlabrada             | España    | 2015-2016 |
| N. K. Olimpija Ljubljana      | Eslovenia | 2016-2017 |
| N. K. Radomlje (cedido)       | Eslovenia | 2017      |
| F. C. Machida Zelvia          | Japón     | 2017-2020 |
| Kagoshima United FC (cedido)  | Japón     | 2017      |
| Botev Vratsa                  | Bulgaria  | 2021-2022 |
| Debreceni V. S. C.            | Hungría   | 2022-2023 |
| Grasshoppers                  | Suiza     | 2023-2025 |
| ACS Sepsi OSK Sfântu Gheorghe | Rumania   | 2025      |
| Nyíregyháza Spartacus F. C.   | Hungría   | 2025-     |

## Vida personal
Hijo del exfutbolista y exseleccionador de la selección de fútbol de Macedonia del Norte sub-21, Boban Babunski, y hermano menor del futbolista del Estrella Roja de Belgrado, David Babunski, con quien comparte curiosidad por el ser humano, una curiosidad retransmitida mediante Skyself, una plataforma creada por su hermano para concienciar a la sociedad sobre el poder del ser humano en este mundo, entre varios otros temas.